# 1984 في نيوزيلندا
فيما يلي قوائم الأحداث التي وقعت خلال عام 1984 في نيوزيلندا.

## سياسة

### انتهاء فترة المنصب
- 1 يناير – مارلين ويرينغ عضو مجلس النواب نيوزيلندا.

## مواليد

### يناير
- 3 يناير – بروك وليامز ممثلة نيوزيلندية.
- 8 يناير – بيتر لاثام درّاج طريق نيوزيلندي.

### أبريل
- 27 أبريل – جيريمي كينش لاعب كرة سلة نيوزيلندي.

### مايو
- 15 مايو – دانيال كينغ تيرنر لاعب كرة مضرب نيوزيلندي.

### يوليو
- 20 يوليو – جارود سميث لاعب كرة قدم نيوزيلندي.

### أكتوبر
- 6 أكتوبر – فاليري أدامس

### نوفمبر
- 12 نوفمبر – جاك بوتلر لاعب كرة قدم نيوزيلندي.
- 28 نوفمبر – آمبير هيرن لاعب كرة قدم إنجليزي.

### ديسمبر
- 10 ديسمبر – كيت جيل

## وفيات

### يونيو
- 15 يونيو – هيني توم (مواليد 1898) ملاكم نيوزيلندي.